# Specklinia helenae
Specklinia helenae är en orkidéart som först beskrevs av William Fawcett och Alfred Barton Rendle, och fick sitt nu gällande namn av Alec M. Pridgeon och Mark W. Chase. Specklinia helenae ingår i släktet Specklinia och familjen orkidéer. Inga underarter finns listade i Catalogue of Life.